# Щолково (станція)
Що́лково (рос. Щёлково) — залізнична станція хордової лінії Митищі — Фрязево Ярославського напрямку Московської залізниці. Розташована в однойменному місті Щолковського району Московської області. Входить до Московсько-Курського центру організації роботи залізничних станцій ДЦС-1 Московської дирекції управління рухом. За основним характером роботи є проміжною, за обсягом роботи віднесена до 2 класу.
На станції дві острівних платформи, з'єднані пішохідним містком через колії.
Обладнана турнікетами.
Час руху від Москва-Пасажирська-Ярославська — близько години, від станції Фрязево — близько 50 хвилин.